# Cànoves i Samalús
Cànoves i Samalús – gmina w Hiszpanii, w prowincji Barcelona, w Katalonii, o powierzchni 28,62 km². W 2011 roku gmina liczyła 2865 mieszkańców.